# Jan Gierliński
Jan Gierliński (ur. 11 marca 1917 w Komornikach koło Środy Śląskiej, zm. 23 marca 1971 w Krzywiniu koło Kościana) – polski duchowny katolicki, wieloletni proboszcz w Krzywiniu, regionalista.

## Życiorys
Był synem Jana, nauczyciela, i Heleny z Hofmannów. Po przenosinach całej rodziny do szkoły powszechnej uczęszczał w Kwilczu koło Międzychodu, a w Międzychodzie był uczniem gimnazjum i złożył w 1935 egzamin dojrzałości. Po odbyciu zamkniętych rekolekcji na Świętej Górze w Gostyniu wstąpił do seminarium duchownego w Gnieźnie. Formację kapłańską przerwał Gierlińskiemu wybuch II wojny światowej; lata wojenne spędzał w Pawłowicach koło Leszna, a następnie u rodziców w Kwilczu, gdzie m.in. od stycznia 1941 pracował jako pomocnik biurowy w urzędzie wójta. W 1945 wznowił w trybie przyspieszonym studia seminaryjne, uwieńczone święceniami kapłańskimi 22 grudnia 1945; święceń udzielił mu prymas August Hlond.
Do 1954 Gierliński pełnił posługę wikariusza w dwóch parafiach poznańskich: najpierw w parafii Niepokalanego Poczęcia Najświętszej Maryi Panny na Głównej, następnie przy miejscowej farze. W 1954 objął probostwo w parafii świętego Mikołaja Biskupa w Krzywiniu. Uzupełniał jednocześnie wykształcenie, w 1950 uzyskując magisterium filozofii na Uniwersytecie Poznańskim, a w 1951 dyplom magistra teologii w zakresie historii Kościoła na Uniwersytecie Jagiellońskim. W lipcu 1952 w Krakowie został doktorem teologii. Przez pewien czas prowadził wykłady z etyki i patrystyki w Seminarium Zagranicznym Towarzystwa Chrystusowego w Poznaniu.
Był zasłużonym regionalistą. Opracował dzieje parafii w Krzywiniu, kronikę parafialną, zarys dziejów Krzywinia, a także sporządził listę imienną strat parafii w czasie II wojny światowej. Zajmował się także kultem patrona parafii krzywińskiej św. Mikołaja, gromadząc materiały na ten temat również w Rzymie (1970); nie zdołał przygotować planowanej większej pracy naukowej, ogłosił jedynie artykuł Kult św. Mikołaja w Archidiecezji Poznańskiej ("Przewodnik Katolicki", 1968, nr 48). We wrześniu 1964 wstąpił do Towarzystwa Miłośników Ziemi Kościańskiej, był częstym dyskutantem i prelegentem na tym forum, m.in. w 1968 wygłosił wykład Z przeszłości Krzywinia. Udzielał się jako kapelan weteranów powstania wielkopolskiego i jako duchowy przewodnik powstańców organizował obchody kolejnych rocznic oraz odprawiał msze za poległych (i zmarłych w późniejszych latach) uczestników powstania.
W 1969 został mianowany przez Pawła VI papieskim kapelanem honorowym. Zmarł po krótkiej chorobie 23 marca 1971 w Krzywiniu i został pochowany na miejscowym cmentarzu.